# Église Sainte-Bernadette de Levallois-Perret
L'église Sainte-Bernadette de Levallois-Perret est une église catholique située à Levallois-Perret dans les Hauts-de-Seine, en France. Elle est placée sous le vocable de sainte Bernadette.

## Description
L'église se compose d'une salle rectangulaire ajourée à la façade et à la paroi de gauche, et dominée par un pylône de béton en croix. Les vitraux de Max Ingrand de 1959 entourant le nouvel autel (l'ancien était au début dans le chœur surélevé) donnent à cette église toute son originalité: deux façades du sol au plafond.

## Historique
Elle a été construite aux frais de la Compagnie Saint-Gobain en échange de terrains de la paroisse, et bénie le 15 novembre 1959. La compagnie cherchait à se constituer un grand terrain nécessaire à la construction de son nouveau siège social à proximité, qui fut construit en même temps et également, entre autres, par l'architecte Pierre Bonin et le décorateur Max Ingrand.
Le 12 février 2025, la chapelle reçoit le label « Patrimoine d'intérêt régional » de la part de la région Île-de-France en rapport avec l'œuvre réalisée en 1959 par Max Ingrand : les deux façades entièrement composées de vitraux, du sol au plafond.

## Paroisse
Avec les églises Saint-Justin et Sainte-Reine, elle appartient à la paroisse Saint-Justin du diocèse de Nanterre. La messe y est célébrée tous les dimanches à dix heures 30 et une fois par semaine, le mercredi à 12 heures 15.

## Pour approfondir